# Fröhlich-ház
A Fröhlich-ház a kolozsvári Fő tér (13. szám) nyugati oldalának egyik épülete. A romániai műemlékek  jegyzékében a CJ-II-m-B-07482 sorszámon szerepel.

## Leírása
A ház tulajdonképpen két épület összeépítésével jött létre. Eklektikus homlokzatán az ablakközök nem szimmetrikusak. Az eredetileg egyemeletes épületre a 19. század elején húztak még egy emeletet. A belső helyiségek boltozata fiókos kosárítves, barokkos. A bal oldali rész alatti kapualjban egy sikátor bejárata van, amely a Kismester utcára nyílik. A ház a Fröhlich családé volt, az alatta nyíló sikátort emiatt sokáig Fröhlich-sikátorként emlegették. Az átjárót ingyen adományozta a városnak Fröhlich Frigyes. A boltozatos ív alatt kiképzett átjárót Ív utcának is hívták.
1873 és 1875 között a Wesselényi-, utána a Fröhlich-ház emeleti helyiségeiben működött a Polgári Társalkodó, ahol a város tehetősebb polgárai gyűltek össze kártyázni, szivarozni. Egy ilyen kártyajáték alkalmával - a rossz lapjárásnak köszönhetően - elmérgesedett Szász Gerő református esperes és dr. Mály István főorvos barátian induló beszélgetése. Ebben a feszült helyzetben született meg a békeszivar ötlete. A már-már szinte egymásnak feszülő feleket egy névtelenségbe burkolózó kibic egy-egy illatos havanna kínálásával csendesítette le. A hirtelen jött ötlet a későbbiekben felmerülő felvillanásokat hasonló eredményességgel oldotta meg.
Az 1950-es évek végétől az 1990-es évek elejéig a földszinten tejtermékekből és növényi alapanyagokból készült ételeket felszolgáló étterem (Lacto-vegetarian) üzemelt.